# Dear John (carta)
"Dear John Letter" é um tipo de carta escrita nos países anglófonos, geralmente feita a um marido ou namorado por sua esposa ou namorada para informá-lo sobre o fim de seu relacionamento, pois a autora encontrou um outro amante. 
Cartas Dear John muitas vezes são escritas devido a uma incapacidade ou falta de vontade para falar com a pessoa cara a cara. A situação inversa, em que alguém escreve à sua esposa ou namorada para romper o relacionamento, é referida como uma "Dear Jane Letter".
Embora as origens exatas da frase sejam desconhecidas, é comumente acreditado ter sido inventada pelos americanos durante a Segunda Guerra Mundial. Um grande número de tropas americanas estavam alocadas no exterior por vários meses ou anos, e como o tempo passou, muitas das suas esposas ou namoradas decidiram começar um novo relacionamento com outro homem, em vez de esperar pela volta de seu antigo parceiro. 
Como cartas de esposas ou namoradas de militares de normalmente contêm linguagem carinhosa (como "Dear Johnny", "Meu querido John", ou simplesmente "Darling"), quando um soldado recebia uma nota de início com um curto "Dear John" seria instantaneamente um aviso do seu conteúdo. 
Um escritor do Democrat and Chronicle de Rochester, Nova Iorque, resumiu em Agosto de 1945:

"Dear John," a carta começava. "Encontrei alguém a quem estimo imensamente. Eu acredito que a nossa única solução é o divórcio," dizia. Usualmente começavam assim, as cartas que falavam da infidelidade por parte das esposas dos militares... Os homens as chamavam "Dear Johns".
Uma das primeiras referências às cartas Dear John foi feita em um artigo da United Press em 21 de março de 1944.
Há uma série de teorias sobre por que o nome John é usado ao invés de qualquer outro. John era um nome comum nos Estados Unidos na época em que o termo foi cunhado. John é também o nome usado em muitos outros termos que se referem a um homem ou a termos anônimos, como "John Doe" ou "John Smith". Outra possível fonte para o termo é de uma peça/novela chamada "Dear John" que foi ao ar na rádio entre 1933 e 1944.
A frase "en: that's all she wrote" é creditada como sendo originária das cartas Dear John. Estas cartas continham as palavras "Dear John" e terminavam abruptamente, ou continham apenas as palavras "Dear John, adeus." A expressão "that's all she wrote" ("é tudo que ela escreveu") era usada para indicar o fim da história ou um fim abrupto da história, especialmente quando o leitor tinha um desejo de saber mais, não sendo correspondido pelo escritor. Um exemplo dessa ligação pode ser encontrado no hit musical de 1951 "Dear John", escrito por Hank Williams. Nesta canção, o refrão dizia "...And that's all she wrote, Dear John..." 